# Barry Jean Ancelet
Pour les articles homonymes, voir Ancelet.
Barry Jean Ancelet (connu sous son nom de plume Jean Arceneaux), né le 25 juin 1951 à Pointe-à-l'Église en Louisiane. Il est écrivain, professeur et folkloriste américain et expert de la musique cadienne et du français cadien. 

## Biographie
Barry Jean Ancelet est né à Church Point (anciennement Pointe-à-l'Église). Il étudia à l'université de Louisiane à Lafayette  où il obtint, en 1974, le diplôme de bachelor's of art en langue française. La même année il cofonde The Tribute to Cajun Music (Hommage à la musique cadienne), devenu Festivals Acadiens et Créoles (en).
En 1977, il reçoit le master en art du folklore à l'université d'Indiana, quand il commence à enseigner le français à l'Université de Louisiane à Lafayette. 
En 1984, il obtient le doctorat en Études créoles (anthropologie et linguistique) à l'université de Provence (Aix-Marseille I). 
Il occupa une chaire au département de langues modernes et fut le premier directeur du Centre folklorique acadien et créole de l'université de Louisiane. 
Il a accueilli le Rendez-vous des Cajuns en direct, chaque semaine au cours des programmes musicaux de la radio cajun KRVS.
Il a écrit plusieurs textes dont des poèmes faisant partie du premier recueil littéraire cadien (de son initiative, sous le pseudonyme Jean Arceneaux) Cris sur le Bayou. Il a écrit en plus de la poésie, des chansons en français cadien sous ce pseudonyme.

## Distinctions
- Chevalier de l'ordre des Arts et des Lettres.
- Chevalier de l'ordre des Palmes académiques.